# Vieille maison de ville à Negotin
La vieille maison de ville à Negotin (en serbe cyrillique : Стара грађанска кућа у Неготину ; en serbe latin : Stara građanska kuća u Negotinu) se trouve à Negotin, dans le district de Bor, en Serbie. Elle est inscrite sur la liste des monuments culturels protégés de la République de Serbie (identifiant no SK 460),.

## Présentation
La maison est caractéristique des bâtiments construits à la fin du XIXe siècle en Serbie.
Elle constituée d'une cave et d'un haut rez-de-chaussée qui possède neuf fenêtres alignées le long de la rue Ljube Nešića et de quatre autres fenêtres donnant sur la rue Dobrile Radosavljević. L'entrée est située au milieu de la façade principale sur cour. La corniche du toit est notamment soulignée par des consoles ; des pilastres cannelés avec des chapiteaux corinthiens, montant jusqu'à la corniche, rythment également la façade. L'entrée sur la cour se présente comme un portique avec une colonne peu profonde surmontée d'un chapiteau corinthien s'élevant de part et d'autre du portail ; ce portique est dominé par un fronton triangulaire de style classique.